# Elvire au col blanc
Ne doit pas être confondu avec Femme au col blanc.
Elvire au col blanc  est une peinture à l'huile sur toile de 92 × 65 cm réalisée en 1918 par le peintre italien Amedeo Modigliani. Elle fait partie d'une collection parisienne privée.